# 思机法
思机法（？—1454年9月2日），中国史籍《明史》和《明实录》作思机发，《滇考》作思机；缅甸史籍《琉璃宫史》作多锦发。麓川思氏王朝第九代君主。

## 生平
思机法是前任麓川君主、原明朝麓川平缅宣慰使思任法之子，思任法于1441年的麓川之役中战败，逃往孟养。1442年，思机法回到麓川的故都者蓝。
思机法希望入朝谢罪，于1443年正月先派其弟招赛入贡。然而原麓川下属的芒市陶孟刀放革此时倒向明朝，思机法又令孟车攻打刀放革，被明朝官军击败，思机法逃往孟养，明廷以此认为思机法乍降乍叛、谲诈难测。同年五月，明廷令王骥、蒋贵率兵五万，再征麓川。1443年七月，思机法从孟养回到麓川，向金齿明军送出信件，希望纳款称降，随后又遣头目刀笼肘携其子哀准到金齿告降，王骥表面答应刀笼肘，让其复命思机法，实则为了安抚思机法防止再次逃跑，又将哀准遣送京师。1444年二月，王骥进攻者蓝，思机法逃走，王骥俘获思机法妻子及部众九十余人。
思机法逃至孟养，开始发展自己的势力。并数次向明廷乞降，遣头目刀孟永入贡，用凄惨的措辞讲述自己已经“无地逃死”，只求“乞贷余生”。明英宗下令接受思机法入贡，宽恕其不死，并要思机法亲自进京谢罪，明朝会再次授予思机法官职，如果犹豫不决，明朝将发兵攻打孟养。1447年四月，沐斌遣使招谕思机法，许以升赏，思机法以其弟招赛及其子哀准未归为由，不敢前往明朝。明朝原将思机法之弟招赛安置于云南，1447年五月，因其亲信涓孟车曾参与叛乱，不知其是否会作乱，又命招赛入京，授为头目，赐给月粮、房屋，隶属锦衣卫系统，另一方面也希望以此招徕思机法。因思机法掠夺缅甸的牛马金银，此时缅甸准备攻打思机法。明廷又命令孟养擒捕思机法，孟养酋长拒不听令，王振大怒，决定诛灭思氏。
1448年三月，明英宗又命王骥、宫聚率兵十三万，三征思氏。思机法在伊洛瓦底江西岸设置了拒马等工事固守。明军顺流下至管屯，走浮桥过江，与缅甸、木邦军合力攻破思机法栅寨。随后，击破思机法在鬼哭山、芒崖山修筑的大寨，思机法逃走。王骥未能擒住思机法，于是将孟养许诺给缅甸管理，要求缅甸擒捕思机法。
1450年，思机法被缅甸擒获。1454年三月，缅甸向明朝索要许诺的孟养地，左参将胡志以银戛等处地方与之，于是缅人将思机法及妻孥六人送至金沙江村，胡志交接后押送京师。1454年八月丙戌，思机法抵京，三天后伏诛。

## 引用
1. ↑  明英宗实录·一一六卷，2334页，正统九年五月辛亥条："靖远伯王骥等执麓川叛贼思机发男菡盖等至京命宥菡盖等四人死没入御马监养马馀十二人谪戍口外边卫"
2. ↑  明史·卷三百十四·云南土司传二，8118页，麓川平缅条："其子思机发穷困，乞来朝谢罪，先遣其弟招赛入贡，帝命遣还云南安置。"
3. ↑  明英宗实录·九十五卷，1911页，正统七年八月壬寅条："麓川贼酋尚未授首比者其子思机发奏乞来谢罪"
4. ↑  滇考·上卷，43页，靖远伯三征麓川条："思任乘舟走缅，获其妻、妾、象、马、宝玉无算，子思机潜匿孟养，移兵讨之。"
5. ↑  琉璃宫史，484页
6. ↑  明史·卷三百十四·云南土司传二，8118页，麓川平缅条："任发父子三人并挈其妻孥数人，从间道渡江，奔孟养。"
7. 1 2  明英宗实录·九三卷，1881页，正统七年六月甲辰条："云南总兵官右都督沐昂奏芒市陶孟刀放革遣人来诉与叛寇思任发有雠今思任发已远遁其思机法兄弟三人来居麓川者蓝地方愿擒之以献"
8. ↑  明史·卷三百十四·云南土司传二，8118页，麓川平缅条："其子思机发穷困，乞来朝谢罪，先遣其弟招赛入贡，帝命遣还云南安置。"
9. 1 2  明英宗实录·一百卷，2016页，正统八年正月庚午条："兵部尚书徐晞等言麓川贼思机发今虽遣其弟招赛等朝贡谢罪然又令其党涓孟车等来攻芒市为官军所败从金沙江遁去乍降乍叛谲诈难测宜令锦衣卫收系招赛等以俟其平"
10. ↑  明英宗实录·一百四卷，2105-2106页，正统八年五月己巳条："复命定西侯蒋贵充总兵官都督冉保毛福寿充参将兵部尚书靖远伯王骥总督军务调云南湖广四川贵州官军土兵五万听其节制征麓川先是骥奏数遣人往缅甸索贼首思任发不报盖彼以此贼为饵要求土地而贼子思机发复据麓川侵扰臣欲大举前进缘山高路险粮糗有限不能持久况蛮夷谲诈或诱我深入恐为所侮乞敕廷臣会议进止之方章下诸大臣议佥谓军机万变难以遥度请再命贵等往同骥相机筹画庶出万全故有是命"
11. ↑  明英宗实录·一百六卷，2156页，正统八年七月壬申条："云南总督军务兵部尚书靖远伯王骥奏叛寇思机发自孟养复回麓川寓书金齿以表纳款之意"
12. ↑  明英宗实录·一百九卷，2201页，正统八年十月丙戌条："云南总督军务兵部尚书靖远伯王骥等奏麓川贼子思机发遣头目刀笼肘等偕其子哀准至金齿告降臣等议遣其徒回谕思机发以安其心毋致逃逸次第发遣官军待霜降后进抵贼巢"
13. ↑  明英宗实录·一百八卷，2189页，正统八年九月甲子条："上敕骥等相机处置如哀准果来谢罪即送赴京"
14. ↑  明英宗实录·一一三卷，2284页，正统九年二月丙午条："臣等因此直捣贼巢杀败贼众焚其船栅擒思机发妻孥家属并头目从贼九十馀人象十一只惟思任发思机发未获然其亲族离散衣食不给地方悉属他人不投沟壑而亡必遭执缚而献"
15. ↑  明史·卷三百十四·云南土司传二，8119页，麓川平缅条："时思机发窃据孟养，负固不服，自如也。"
16. ↑  明史·卷三百十四·云南土司传二，8119页，麓川平缅条："其子机发屡乞降，遣头目刀孟永等修朝贡，献金银。言蒙朝廷调兵征讨，无地逃死，乞贷余生，词甚哀。"
17. ↑  明史·卷三百十四·云南土司传二，8119页，麓川平缅条："帝命受其贡，因敕总兵官沐斌及参赞军务侍郎杨宁等，以朝廷既贷思机发以不死，经画善后长策以闻，并赐敕谕思机发。"
18. ↑  明英宗实录·一四三卷，2832页，正统十一年七月戊子条："敕谕思机发曰……尔即亲带头目人等赴京朝见朕量授尔官职拨与土地人民管属如尔犹豫不遵朕言必命大将统率精兵直压孟养捣尔巢寨"
19. ↑  明英宗实录·一五二卷，2976页，正统十二年四月己亥条："云南总兵官黔国公沐斌奏臣遣千户明庸招谕贼子思机发思机发以其所遣弟招赛及男哀准不回心怀疑惧终不肯出"
20. ↑  明英宗实录·一五四卷，3016页，正统十二年五月乙卯条："命思机发弟招赛为头目给月粮房屋隶锦衣卫其从人俱令驯象所供役初思机法遣招赛诣阙谢罪上命居于云南至是其党涓孟车等复聚夷人作乱被官军杀败思机发亦逃窜莫知所之取招赛来京冀以招徕机发也"
21. ↑  明史·卷三百十四·云南土司传二，8119页，麓川平缅条："近缅甸以机发掠其牛马、金银，欲进兵攻取。"
22. ↑  明史·卷一百七十一·列传第五十九，4557页，王骥传："谕孟养执之以献，亦不听命。于是振怒，欲尽灭其种类。"
23. ↑  明史纪事本末·卷三十·麓川之役，458页："复命靖远伯王骥提督军务，都督宫聚为总兵，张𫐄、田礼为左右副总兵，方瑛、张锐为左右参将，率南京、云南、湖广、四川、贵州土汉军十三万讨之。"
24. ↑  明史·卷三百十四·云南土司传二，8120页，麓川平缅条："机发于西岸埋栅拒守。"
25. ↑  明史·卷三百十四·云南土司传二，8120页，麓川平缅条："机发于西岸埋栅拒守。大军顺流下至管屯，适木邦、缅甸两宣慰兵十余万亦列于沿江两岸，缅甸备舟二百余为浮梁济师，并力攻破其栅寨，得积谷四十万余石。"
26. ↑  明史·卷三百十四·云南土司传二，8120页，麓川平缅条："贼领众至鬼哭山，筑大寨于两峰上，筑二寨为两翼，又筑七小寨，绵亘百馀里。官军分道并进，皆攻拔之，斩获无算，而思机发、思卜发复奔遁。"
27. ↑  明史·卷三百十五·云南土司传三，8152页，孟养条："及兵出穷征，机发卒遁去，不可得。于是乃以孟养地给缅甸宣慰马哈省管治，命捕思机发。时正统十四年也。"
28. ↑  明史·卷三百十四·云南土司传二，8120页，麓川平缅条："景泰元年，云南总兵官沐璘奏：“缅甸宣慰已擒获思机发，又将思卜发放归孟养，恐缅人复挟为奇货，不若缓之，听其自献便。”"
29. ↑  明英宗实录·二三九卷，5223-5224页，景泰五年三月庚辰条："缅甸宣慰使卜剌浪马哈省以速剌执贼子思机发既久不发至是来索旧地左参将胡志等遣人谕以银戛等处地方与之乃送思机发及其妻孥六人至金沙江村志等槛送京师"
30. ↑  明英宗实录·二四四卷，5302页，景泰五年八月丙戌条："云南总兵官槛送贼子思机发等至京师"
31. ↑  明英宗实录·二四四卷，5303页，景泰五年八月己丑条："贼子思机发伏诛"